# Wagner (cratère)
Pour les articles homonymes, voir Wagner.
Wagner est un cratère d'impact présent sur la surface de Mercure. 
Le cratère fut ainsi nommé par l'Union astronomique internationale en 1976 en hommage au compositeur allemand Richard Wagner. 
Son diamètre est de 134 km. Il se situe dans le quadrangle de Bach (quadrangle H-15) de Mercure, la région du pôle sud de la planète, entre les cratères Bach et Chopin.